# Denís Txérixev
Denís Dmítrievitx Txérixev (en rus Дени́с Дми́триевич Че́рышев) (Nijni Nóvgorod, 26 de desembre de 1990) és un futbolista professional rus que juga al Venezia FC de la Serie B italiana. També és jugador de la selecció de futbol de Rússia.

## Trajectòria

### Inicis
Denís va començar la seua trajectòria futbolística amb l'Sporting de Gijón, equip on llavors jugava el seu pare Dmitri Txérixev.
Poc després, seguint els passos del seu pare, el jugador va entrar a formar del Burgos Promesas. Després de destacar en les categories inferiors de l'equip burgalés i també amb la selecció autònoma de Castella i Lleó, el jugador va fitxar pel Reial Madrid.

### Reial Madrid CF
El 2002 va entrar a formar de les categories inferiors del Real Madrid, en categoria aleví. Durant la seua progressió, s'ha demostrat com un hàbil i ràpid jugador de banda. Després de destacar en les categories inferiors del Real Madrid, li va arribar l'oportunitat de marxar cedit al Sevilla.

#### Cessió al Sevilla FC
La temporada 2013-14, Txérixev va ser cedit al Sevilla, aquest no es va reservar cap opció de compra al final de la cessió. El jugador rus, que va fitxar lesionat per l'equip sevillà, va debutar a Primera Divisió el 25 de setembre del 2013, en la victòria 4-1 del Sevilla contra el Rayo Vallecano. Txérixev va començar el partit de titular, però al minut quinze va haver de ser substituït a causa d'una lesió per Piotr Trochowski. Aquesta nova lesió el va apartar dels terrenys de joc fins al mes de novembre, quan va tornar en un partit contra el Màlaga CF. Poc després, però, les lesions tallarien novament la seua progressió. El jove jugador rus va tornar al Real Madrid amb 88 minuts jugats en quatre partits a Primera.

#### Cessió al Vila-real CF
L'estiu del 2014 es va fer oficial la seua cessió al Vila-real. Txérixev va debutar oficialment amb el Vila-real el 24 d'agost del 2014 en la victòria 2-0 contra el Llevant UE, va començar de titular i va marcar el segon gol de l'equip groguet al minut 85. Després d'una molt bona temporada amb l'equip groguet, el jugador va tornar al Real Madrid, on jugaria al primer equip.

#### Retorn al Reial Madrid
Txérixev va debutar amb el Madrid el 19 de setembre de 2015, jugant 13 minuts en una victòria per 1–0 contra el Granada CF. Va marcar el seu primer gol amb el club el 2 de desembre, el primer d'una victòria per 3–1 fora de casa contra el Cadis CF a la Copa del Rei. Malgrat tot, no podia jugar aquell partit, ja que arrossegava una sanció després d'haver vist tres targetes grogues a l'edició anterior de la Copa, tot i que el president del Madrid, Florentino Pérez va dir que recorrerien qualsevol sanció contra el club, perquè la Federació Espanyola de Futbol suposadament no hauria informat el club de l'existència de la sanció. El 4 de desembre de 2015 el jutge únic de competició de la Federació Espanyola va resoldre l'eliminació del Reial Madrid de la Copa del Rei 2015-16, per alineació indeguda del futbolista rus, una decisió que el Reial Madrid va anunciar que recorreria. Durant la Lliga 2015-16, Txérixev només va jugar dos partits amb el Reial Madrid, amb un total de 33 minuts.

#### Cessió al València CF
El febrer de 2016, en una operació de darrera hora al mercat d'hivern, fou cedit fins a final de temporada al València CF. Va debutar amb l'equip che en la derrota 1–0 contra el Reial Betis, Txérixev va jugar tot el partit. El 13 de febrer, una jornada després, marcava el seu primer gol amb el conjunt valencianista a Mestalla, va ser el gol de la victòria contra el RCD Espanyol.

### Vila-real CF
El 15 de juny del 2016 es va fer oficial el seu traspàs al Vila-real CF, equip on ja havia estat cedit feia dos temporades. El jugador va signar un contracte per cinc temporades i fitxà per una xifra propera als 10 milions d'€. Dos anys després, el conjunt groguet el torna a cedir al València CF.

### València CF
L'estiu de 2018 va arribar de nou al València CF cedit pel Vila-real CF per una temporada. L'estiu següent el València CF va fitxar el jugador definitivament.

### Selecció russa
El 14 de novembre del 2011 va debutar amb la selecció absoluta russa. Va ser contra la selecció nord-americana, partit que va finalitzar en empat a 2.

## Palmarès
Reial Madrid Castella
- 1 Segona Divisió B: 2011-12.

Sevilla FC
- 1 Lliga Europa de la UEFA: 2013-14.

València CF
- 1 Copa del Rei: 2018-19.